# 스컴 (비디오 게임)
스컴(Scum)은 크로아티아의 스튜디오 Gamepires가 개발하고 자겍스가 마이크로소프트 윈도우용으로 배급하는 출시 예정인 멀티플레이어 온라인 생존 게임이다. 이 게임은 스팀의 앞서 해보기 프로그램을 통해 디볼버 디지털에 의해 처음 출시되었다. 이 게임은 "교도소 폭동 생존 게임"으로 묘사된다 그리고 오픈 월드를 특징으로 한다. 2018년 8월 29일에 스팀의 앞서 해보기 프로그램에 들어갔으며, 전체 출시는 2021년 언젠가로 처음 예정되었다. 이 게임은 언리얼 엔진 4를 사용한다.

## 게임플레이
게임 플레이는 크로아티아를 배경으로 하며, 서버당 최대 80명의 플레이어가 섬에서 탈출하기 위해 노력하고, 탈출을 막는 임플란트를 먼저 제거해야 한다. 플레이어는 다양한 액션 중심의 이벤트에 참여하거나 적대적인 환경에서 살아남음으로써 명성 포인트를 얻게 된다. 이 명성 포인트는 죽었을 때 다시 복제되도록 하거나 다양한 안전 구역에서 구매하거나 거래하는 데 화폐로 사용될 수 있다. 플레이어는 필요에 따라 위치를 확보하거나 아이템을 저장하기 위해 기존 구조물과 지점을 요새화할 수 있다.
캐릭터는 힘, 민첩성, 체력, 지능의 네 가지 주요 속성을 가진다. 이러한 속성은 플레이어가 선호하는 플레이 스타일에 맞게 캐릭터를 만드는 데 도움이 된다. 이 게임은 인체를 시뮬레이션하는 것을 목표로 하며, 따라서 캐릭터의 칼로리, 비타민, 건강 및 기타 상태를 추적하는 "BCU 모니터"라는 인터페이스를 가진다. 플레이어는 게임의 이러한 요소를 무시하도록 선택할 수도 있고, 캐릭터의 성능(속도, 스태미나, 휴대 무게 등)을 향상시키기 위해 이러한 시스템을 깊이 파고들 수도 있다. 또 다른 측면은 소화이다. 예를 들어, 캐릭터의 치아가 모두 빠지면 음식을 액체로 만들어 소화할 방법을 찾아야 한다. 화장실 활동은 그 플레이어를 추적하는 데 사용될 수 있는 물리적 증거를 남긴다. 전투와 같은 측면은 플레이어 자신의 기술에 달려 있지만, 스태미나, 건강 등에도 영향을 받는다. 습도, 냄새, 약, 요리, 해킹, 제작, 사냥, 독 등도 게임 플레이에 큰 역할을 한다.
플레이어는 쉽게 3인칭 및 1인칭 시점 사이를 전환할 수 있지만, 1인칭 시점에서 보이지 않는 모든 것을 숨겨 3인칭 엿보기를 방지한다.
스컴은 또한 렌즈에 부딪히는 광자와 고글에서 방출되는 적외선을 시뮬레이션하는 사실적인 야간 시야를 제공한다.

## 개발
스컴은 2016년 8월에 처음 발표되었다. 디볼버 디지털에 의해 배급될 예정이었고, 같은 크로아티아 개발사이자 디볼버의 부문인 크로팀은 2015년에 게임 개발 자금을 지원하기 위한 계약을 협상했다. 이 게임은 2018년 8월 29일에 앞서 해보기로 출시되었다. 배급 권한은 디볼버와 크로팀이 프로젝트에서 철수하면서 2019년 언젠가 Gamepires로 돌아갔다. Gamepires는 나중에 자겍스에 인수되어 결과적으로 배급사를 확보했다.

## 평가
이 게임은 게임 인포머에 의해 PAX East 2018의 최고의 인디 게임 중 하나로 선정되었다. 이 게임은 게임스팟에서도 비슷한 주목을 받았으며, PAX East 2018의 가장 주목할 만한 게임 중 하나로 꼽혔다. 이 게임은 앞서 해보기 첫 24시간 안에 250,000장 이상 판매되었고, 첫 주에 700,000장, 그리고 3주차까지 100만 장 이상 판매되었다.